# Március-barlang
A Március-barlang a Duna–Ipoly Nemzeti Parkban lévő Gerecse hegységben, a Gerecsei Tájvédelmi Körzetben található egyik barlang.

## Leírás
A Gerecse déli peremén, Tatabánya külterületén, a Kő-hegy fennsíkjának kelet–délkeleti részén elhelyezkedő Lengyel-szakadék bejárata mellett, attól keletre kb. 15 m-re van nagyon lejtő tengelyirányú, 1 m széles, bontott jellegű, hasadékszerű és szabálytalan alakú bejárata, amelyet egy kisméretű, 2 m átmérőjű mélyedés rejt. Sík terepen lévő erdőben, jelentéktelen karsztos mélyedésben nyílik.
Felső triász vastagpados dachsteini mészkőben jött létre tektonikus hasadék mentén leszivárgó víz, kifagyásos aprózódás és a végponti részen oldódás hatására. A bejárat közelében kis korróziós oldási nyomok, ujjbegykarrok figyelhetők meg. A teljesen bontott, tulajdonképpen egyetlen, a középső részén megtört aknából álló barlang mélypontján elmosódott, fejletlen oldási formák vannak, melyek a közeli Lengyel-barlanggal azonos genetikára utalhatnak. Az alapfelszereléssel és szabadon megtekinthető barlang könnyen megközelíthető.
1991-ben volt először Március-barlangnak nevezve a barlang az irodalmában.

## Kutatástörténet
A Tatabányai Barlangkutató Egyesület 1991. évről szóló jelentése szerint az egyesület 1991-ben dokumentálta az üreget. A Március-barlang egy törés mentén keletkezett a Lengyel-szakadék kialakulása után. A Lengyel-szakadéktól kb. 10 m-re lévő kis berogyás alján bontott üreg. Genetikai jegyei alapján úgy tűnik, hogy a Lengyel-szakadék rányelője. Omlásban létrejött járatait a Lengyel-szakadék omladékának megkerülése miatt érdemes lenne még mélyíteni. 1990-ben Ferenczi Zoltán által vezetett egyesületi csoport bontotta meg a Lengyel-barlangtól 70 m-re található kis mélyedést.
A víznyelőpont felső triász dachsteini mészkőben, a Lengyel-szakadékot létrehozó litoklázison jött létre. A tölcsér alakú víznyelő időszakosan aktív és vize valószínűleg a Lengyel-szakadék alatti járatokban tűnik el. Az üreg 4 m mély és 6 m hosszú. A járat hatalmas omladéktömbök között vezet, szálkő csak néhány helyen van és ezért vitatható a barlang elnevezés. A víznyelőpontban az 1970-es években történt kis feltáró munka. Elkészült fénykép-dokumentációja és térkép-dokumentációja. A kézirathoz mellékelve van a barlang két hosszmetszet térképe, amelyeket 1991-ben 1:100 méretarányban rajzolt Polacsek Zsolt. A térképek elkészítéséhez a barlangot Szegedi László és Polacsek Zsolt mérték fel. Poligonhossz alapján 6 m hosszú és 5 m mély.
Az 1994. évi Limesben közölt, Székely Kinga által írt tanulmányban az olvasható, hogy a 4630/59 barlangkataszteri számú Március-barlang Bertalan Károly barlangleltárában nem szerepel. A Barlangtani Intézetben a barlangnak nincs kataszteri törzslapja, fényképe és irodalmi törzslapja, de kutatási törzslapja és térképe van.
A 2001. január 28-i, a 2001. június 23-i, a 2002. június 23-i, a 2002. december 29-i, a 2003. február 23-i, a 2003. május 25-i, a 2004. június 29-i, a 2004. december 22-i, a 2006. január 22-i, a 2006. június 30-i, a 2006. szeptember 24-i és a 2006. december 23-i barlangbejárásokkor a Gerecse Barlangkutató és Természetvédő Egyesület megállapította, hogy nincs benne denevér.
A Gerecse Barlangkutató és Természetvédő Egyesület 2007. évi évkönyve szerint a Nyári-barlangban a huzatviszonyok ellentétesek a Lengyel-barlang – Lengyel-szakadék – Március-barlang rendszerben észleltekkel. A Lengyel-barlangtól D-re kb. 50 m-re, a Lengyel-szakadéktól kb. 20 m-re elhelyezkedő meredek falú töbör aljáról nyílik az 1980-as évek eleje óta ismert Március-barlang. Az 1980-as évek elején történt feltárási munkákkor kb. 5 m mélységig lett kibontva, a nagy mennyiségű omladék akadályozta meg a további kutatást.
2007 tavaszán kezdte el a barlangban a feltáró munkát a Gerecse Barlangkutató és Természetvédő Egyesület. Eltávolította a bejáratot leszűkítő nagy kőtömböket és teljes szelvényben bővítette a bejárat alatti fülkét. A kibontott anyag a felszínre lett hordva. Az év végi felmérés szerint a barlang 25 m hosszú és 18 m mély. Levegője a Lengyel-barlangéhoz és a Lengyel-szakadékéhoz hasonlóan nyáron és ősszel nagyon magas szén-dioxid tartalmú, ezért május közepétől november közepéig abba kellett hagyni a feltárást. A barlangban nem észlelte denevérek jelenlétét.
2009. július 13-án a Magyar Karszt- és Barlangkutató Társulat szakmai tanulmányútján a tanulmányút résztvevői felkerestek néhány ígéretes objektumot a Gerecse Barlangkutató és Természetvédő Egyesület kutatási területén. A Lengyel-szakadék megtekintése után a Március-barlanghoz, majd a Lengyel-barlanghoz mentek. A 2009. január 31-i, a 2009. május 31-i, a 2009. augusztus 30-i, a 2009. október 31-i, a 2009. december 30-i, a 2010. január 30-i, a 2010. június 26-i, a 2010. augusztus 29-i, a 2010. november 30-i, a 2011. január 30-i, a 2011. április 29-i, a 2011. július 30-i és a 2011. október 29-i barlangbejárásokkor az egyesület megállapította, hogy nincs benne denevér. 2009. március 28-án a bejárat alatti tág aknaszakaszban egy riasztott, repkedő, meghatározatlan fajú denevér volt.
A 2012. március 29-i, a 2012. június 30-i, a 2012. szeptember 29-i, a 2012. december 29-i, a 2013. január 26-i, a 2013. március 3-i, a 2013. március 31-i, a 2013. április 30-i, a 2013. június 29-i, a 2013. augusztus 3-i, a 2013. szeptember 29-i, a 2013. október 27-i, a 2013. december 2-i, a 2014. február 9-i, a 2014. március 8-i és a 2014. július 1-i barlangbejárásokkor az egyesület megállapította, hogy nincs benne denevér. 2014. december 26-án egy kis patkósdenevér volt megfigyelve a barlangban. 2015-ben Polacsek Zsolt nem kutatott a barlangban.
A 2018. évi Tatabányai barlangkutatás című műben az olvasható, hogy a mű szerzői az elmúlt években dokumentációs munkát végeztek a Március-barlangban. A Lengyel-szakadéktól néhány méterre lévő karsztos mélyedésre 1990-ben figyeltek fel. Elsőként leginkább Ferenczi Zoltán és Ferenczi Balázs ásták meg a gödröt. 1991 nyarán kb. 6–7 m mélyre jutottak és az akkor már barlangméretű üreget Március-barlangnak nevezték el. 2008 körül a Gerecse Barlangkutató és Természetvédő Egyesület tagjai mélyítették tovább a kis aknabarlang mélypontját és 15 m mélységig jutottak.
A részletesen felmért barlang kb. 20 m hosszú, 15 m mély, 0 m magas, 15 m függőleges kiterjedésű és 4 m vízszintes kiterjedésű. 1991-ben fedezte fel a Tatabányai Barlangkutató Egyesület. Első irodalmi említése nem ismert. A barlangot bemutató fényképekkel nem rendelkeznek a kézirat szerzői és ezt célszerű lenne pótolni. 1990-ben és 1991-ben a Tatabányai Barlangkutató Egyesület, 2007 és 2010 között a Gerecse Barlangkutató és Természetvédő Egyesület tárták fel.
Alapfelszerelés nélkül bejárható, de egy kapaszkodókötelet célszerű beszerelni az alsó aknatagba. A kéziratban látható egy helyszínrajz, amelyen a Lengyel-barlang térségében lévő barlangbejáratok helyei vannak jelölve és ezen a térképen fel van tüntetve a Március-barlang bejáratának helye, valamint a kézirathoz mellékelve van a barlang barlang nyilvántartólapja. Az összeállításba bekerült egy 2015-ben készült fénykép, amelyen a barlangbejárat figyelhető meg.

## Denevér-megfigyelések
| \| Dátum \| Denevérfaj \| Egyedszám \| \| -------------------- \| ----------------- \| --------- \| \| 2001. január 28. \| – \| – \| \| 2001. június 23. \| – \| – \| \| 2002. június 23. \| – \| – \| \| 2002. december 29. \| – \| – \| \| 2003. február 23. \| – \| – \| \| 2003. május 25. \| – \| – \| \| 2004. június 29. \| – \| – \| \| 2004. december 22. \| – \| – \| \| 2006. január 22. \| – \| – \| \| 2006. június 30. \| – \| – \| \| 2006. szeptember 24. \| – \| – \| \| 2006. december 23. \| – \| – \| \| 2009. január 31. \| – \| – \| \| 2009. március 28. \| határozatlan \| 1 \| \| 2009. május 31. \| – \| – \| \| 2009. augusztus 30. \| – \| – \| \| 2009. október 31. \| – \| – \| \| 2009. december 30. \| – \| – \| \| 2010. január 30. \| – \| – \| \| 2010. június 26. \| – \| – \| \| 2010. augusztus 29. \| – \| – \| \| 2010. november 30. \| – \| – \| \| 2011. január 30. \| – \| – \| \| 2011. április 29. \| – \| – \| \| 2011. július 30. \| – \| – \| \| 2011. október 29. \| – \| – \| \| 2012. március 29. \| – \| – \| \| 2012. június 30. \| – \| – \| \| 2012. szeptember 29. \| – \| – \| \| 2012. december 29. \| – \| – \| \| 2013. január 26. \| – \| – \| \| 2013. március 3. \| – \| – \| \| 2013. március 31. \| – \| – \| \| 2013. április 30. \| – \| – \| \| 2013. június 29. \| – \| – \| \| 2013. augusztus 3. \| – \| – \| \| 2013. szeptember 29. \| – \| – \| \| 2013. október 27. \| – \| – \| \| 2013. december 2. \| – \| – \| \| 2014. február 9. \| – \| – \| \| 2014. március 8. \| – \| – \| \| 2014. július 1. \| – \| – \| \| 2014. december 26. \| kis patkósdenevér \| 1 \| |                   |           |
| Dátum | Denevérfaj        | Egyedszám |
| 2001. január 28. | –                 | –         |
| 2001. június 23. | –                 | –         |
| 2002. június 23. | –                 | –         |
| 2002. december 29. | –                 | –         |
| 2003. február 23. | –                 | –         |
| 2003. május 25. | –                 | –         |
| 2004. június 29. | –                 | –         |
| 2004. december 22. | –                 | –         |
| 2006. január 22. | –                 | –         |
| 2006. június 30. | –                 | –         |
| 2006. szeptember 24. | –                 | –         |
| 2006. december 23. | –                 | –         |
| 2009. január 31. | –                 | –         |
| 2009. március 28. | határozatlan      | 1         |
| 2009. május 31. | –                 | –         |
| 2009. augusztus 30. | –                 | –         |
| 2009. október 31. | –                 | –         |
| 2009. december 30. | –                 | –         |
| 2010. január 30. | –                 | –         |
| 2010. június 26. | –                 | –         |
| 2010. augusztus 29. | –                 | –         |
| 2010. november 30. | –                 | –         |
| 2011. január 30. | –                 | –         |
| 2011. április 29. | –                 | –         |
| 2011. július 30. | –                 | –         |
| 2011. október 29. | –                 | –         |
| 2012. március 29. | –                 | –         |
| 2012. június 30. | –                 | –         |
| 2012. szeptember 29. | –                 | –         |
| 2012. december 29. | –                 | –         |
| 2013. január 26. | –                 | –         |
| 2013. március 3. | –                 | –         |
| 2013. március 31. | –                 | –         |
| 2013. április 30. | –                 | –         |
| 2013. június 29. | –                 | –         |
| 2013. augusztus 3. | –                 | –         |
| 2013. szeptember 29. | –                 | –         |
| 2013. október 27. | –                 | –         |
| 2013. december 2. | –                 | –         |
| 2014. február 9. | –                 | –         |
| 2014. március 8. | –                 | –         |
| 2014. július 1. | –                 | –         |
| 2014. december 26. | kis patkósdenevér | 1         |